# Манро, Александр
Александр Манро (англ. Alexander Munro; 30 ноября 1870, Сторновей — 3 января 1934, Сторновей) — британский полицейский и перетягиватель каната, призёр летних Олимпийских игр.
На Играх 1908 в Лондоне Манро участвовал в турнире по перетягиванию каната, в котором его команда заняла третье место. На следующей Олимпиаде в Стокгольме его сборная заняла второе место, проиграв в единственной схватке Швеции.